# Stadera (Napoli)
Stadera è una località di Napoli appartenente al quartiere Poggioreale nella Municipalità IV, del quale una parte minore rientra nella Municipalità VII, del quartiere San Pietro a Patierno. prende il nome dall'omonimo vialone che collega la Napoli a Casoria.

## Geografia
È posta nell'estremità nord-orientale della città di Napoli, a sud di Capodichino e dell'omonimo aeroporto, a nord di Botteghelle, e ad est della zona Doganella, ai confini delle frazioni Arpino e Cittadella di Casoria.

## Origini del nome
Deriva dal latino statera (bilancia della civiltà romana o etrusca, utilizzata a partire dal XIV secolo). Il nome fu dato perché in tale luogo veniva eseguita la Pesa pubblica e il commercio.

## Storia
Anticamente nella zona era presente una pietra bianca che segnava il confine tra Napoli e Casoria, la pietra è collocata all’altezza del civico 219, la zona in passato era affiancata da una seconda pietra oggi scomparsa. La zona è stata un'importante punto doganale per il passaggio delle merci.
Nei pressi della Stadera è stato inoltre edificato tra il 1946 e il 1947 il Rione La Bussola, intitolato a Carlo Bussola.

## Monumenti e luoghi d'interesse
Nella località è presente la Parrocchia SS Addolorata alla Stadera.
È inoltre presente l'antica chiesa Madre di Santa Maria delle Grazie al Purgatorio, risalente al 1459, si trova lungo il viale della Stadera, ma oltre il confine della frazione Arpino nel comune di Casoria.